# Разработка Windows XP
Разработка Windows XP началась 5 февраля 1999 года под кодовым именем Windows Neptune. Neptune первоначально разрабатывался как преемник Windows Millenium Edition, который должен был быть построен на основе ядра NT. Microsoft объединила команды, работавшие над Neptune, с Windows Odyssey, преемником Windows 2000, в начале 2000 года. Полученный проект под кодовым названием «Whistler» стал Windows XP.
Разработка Windows XP была завершена в августе 2001 года, а операционная система была выпущена 25 октября того же года.

## Проекты «Neptune» и «Odyssey»
В конце 1990-х годов первоначальная разработка операционной системы, позже известной как Windows XP, была сосредоточена на двух отдельных продуктах: «Odyssey», которая, как сообщается, должна была сменить будущую Windows 2000, и «Neptune», который, как сообщается, был ориентированной на потребителя операционной системой с использованием архитектуры Windows NT, следующей за MS-DOS Windows 98 и Me. Основываясь на ядре NT 5.0 в Windows 2000, Neptune в первую очередь сосредоточился на предоставлении упрощённого интерфейса на основе задач, основанного на концепции, известной как «центры активности», первоначально планировавшуюся к реализации в Windows 98. Был запланирован ряд центров деятельности, выступавших в качестве центров для электронной почты, воспроизведения музыки, управления или просмотра фотографий, поиска в интернете и просмотра недавно использованного контента. Одна сборка Neptune, 5111 (которая всё ещё позиционировалась как Windows 2000 в некоторых местах), выявила раннюю работу над концепцией центра активности, с обновлённым интерфейсом учётной записи пользователя и графическим экраном входа в систему, общие функции (такие как недавно использованные программы), доступные с настраиваемой страницы «начальные места» (которая может использоваться как отдельное окно или замена полноэкранного рабочего стола). Позже было подтверждено, что Microsoft планировала преемника Neptune, известного как Triton, хотя первоначально считалось, что это пакет обновления для Windows Neptune.
Однако планы оказались слишком амбициозными. Microsoft обсудила план задержки Neptune в пользу временной ОС, известной как «астероид», которая была бы обновлением для Windows 2000 (Windows NT 5.0) и имела бы потребительскую версию. На конференции WinHECconference 7 апреля 1999 года Стив Балмер объявил обновлённую версию Windows 98, известную как Windows Millennium, нарушив обещание, данное генеральным директором Microsoft Биллом Гейтсом в 1998 году, что Windows 98 будет окончательной потребительской версией Windows для использования архитектуры MS-DOS. Концепции, введённые в Windows Neptune, повлияют на будущие продукты Windows; в Windows Me концепция центра активности использовалась для восстановления системы и Центра справки и поддержки (который сочетал код Win32 с интерфейсом, отображаемым с помощью механизма компоновки Internet Explorer), концепция концентратора будет расширена на Windows Phone, а Windows 8 будет аналогично использовать упрощенный пользовательский интерфейс, работающий поверх существующей оболочки Windows.

## Проект «Whistler»
В январе 2000 года, незадолго до официального выпуска Windows 2000, технический писатель Пол Терротт сообщил, что Microsoft отложила как «Neptune», так и «Odyssey» в пользу нового продукта под кодовым названием «Whistler», в честь Уистлера, Британская Колумбия, так как многие сотрудники Microsoft катались на лыжах на горнолыжном курорте Whistler-Blackcomb. Цель Whistler заключалась в объединении как потребительских, так и бизнес-ориентированных линий Windows под единой платформой Windows NT: Терротт заявил, что Neptune стал «чёрной дырой, когда все функции, которые были вырезаны из Windows Me, были просто повторно помечены как функции Нептуна. А поскольку „Нептун“ и „Одиссея“ всё равно будут базироваться на одной кодовой базе, имело смысл объединить их в единый проект». В WinHEC в апреле 2000 года Microsoft официально объявила и представила раннюю сборку Whistler, сосредоточившись на новой модульной архитектуре, встроенной функции записи компакт-дисков, быстром переключении пользователей и обновлённых версиях цифровых медиафункций. Генеральный менеджер Windows Карл Сторк заявил, что Whistler будет выпущен как в потребительских, так и в бизнес-ориентированных версиях, построенных на одной архитектуре, и что планируется обновить интерфейс Windows, чтобы сделать его «теплее и дружелюбнее».
В июне 2000 года Microsoft начала процесс бета-тестирования. Windows Whistler, как ожидается, будет доступен в редакциях «Personal», «Professional», «Server», «Advanced Server» и «Datacenter Server». На PDC 13 июля 2000 года Microsoft объявила, что Whistler будет выпущен во второй половине 2001 года, а также выпустила первую сборку предварительного просмотра. Сборка, в частности, представила раннюю версию новой системы визуальных стилей вместе с промежуточной темой, известной как «Professional» (позже переименованной в «Watercolor»), и содержала скрытую «стартовую страницу» (полноэкранную страницу, подобную «начальным местам» Neptune), и скрытую раннюю версию дизайна меню «Пуск» с двумя столбцами. Профессиональная / акварельная тема никогда не должна была быть окончательной темой для Whistler, на самом деле было заявлено, что Microsoft использовала Акварель в качестве приманки, пока они не были готовы показать Luna. Build 2257 содержит дополнительные уточнения к теме Watercolor, а также официальное введение меню «Пуск» с двумя столбцами и добавление ранней версии Брандмауэра Windows.

## Бета-версии
Microsoft выпустила первую бета-версию Windows Whistler, Build 2296, 31 октября 2000 года. В январе 2001 года в сборке 2410 представили Internet Explorer 6.0 (ранее называвшийся IE 5.6) и систему активации продуктов Microsoft. Билл Гейтс посвятил часть своего доклада на Consumer Electronics Show обсуждению Whistler, объяснив, что «ОС принесёт[что?] нашего корпоративного рабочего стола высшего класса и полную надёжность в дом», а также «переместит его в направлении, делающем его очень ориентированным на потребителя, что делает его очень дружественным для домашнего пользователя». Наряду с Build 2296 было также объявлено, что Microsoft будет уделять приоритетное внимание выпуску ориентированных на потребителя версий Whistler по сравнению с серверными версиями, чтобы оценить реакцию, но они будут доступны во второй половине 2001 года (Whistler Server в конечном итоге был отложен до 2003 года). Сборки 2416 и 2419 добавили мастер настройки файлов и передачи и начали вводить элементы окончательного внешнего вида операционной системы (например, её почти окончательный дизайн установки Windows, и добавление новых обоев по умолчанию, таких как Bliss).
5 февраля 2001 года Microsoft официально объявила, что Whistler будет известен как Windows XP, где XP означает «опыт». В качестве дополнения, следующая версия Microsoft Office также была анонсирована как Office XP. Microsoft заявила, что имя «символизирует богатый и расширенный пользовательский опыт Windows и Office может предложить, охватывая веб-службы, которые охватывают широкий спектр устройств». На пресс-конференции в музее EMP в Сиэтле 13 февраля 2001 года Microsoft публично представила новый пользовательский интерфейс Windows XP «Luna». Windows XP Beta 2, build 2462 (которая среди других улучшений представила стиль Luna), была запущена в WinHEC 25 марта 2001 года.
В апреле 2001 года Microsoft противоречиво объявила, что Windows XP не будет интегрировать поддержку Bluetooth или USB 2.0 при запуске, требуя использования сторонних драйверов. Критики считали, что в последнем случае решение Microsoft нанесло потенциальный удар по принятию USB 2.0, поскольку Windows XP должна была обеспечить поддержку конкурирующего стандарта FireWire, разработанного Apple. Представитель заявил, что компания «признала важность USB 2.0 в качестве нового стандарта и оценивает наилучший механизм для предоставления его пользователям Windows XP после первоначального выпуска». Поддержка USB 2.0 позже была добавлена с пакетом обновления 1, а поддержка Bluetooth была частично добавлена с пакетом обновления 2. сборки до и после Release Candidate 1 (build 2505, выпущенный 5 июля 2001 года) и Release Candidate 2 (build 2526, выпущенный 27 июля 2001 года), сосредоточены на исправлении ошибок, признавая отзывы пользователей, и другие заключительные настройки перед финальной сборкой.

## Выпуск
В июне 2001 года корпорация Microsoft сообщила, что она планирует, совместно с Intel, AMD, Apple, ASUS, Lenovo и другими производителями персональных компьютеров потратить не менее 1 млрд долларов на маркетинг и продвижение Windows ХР. Тема кампании «да, вы можете» была разработана, чтобы подчеркнуть общие возможности платформы. Первоначально Microsoft планировала использовать слоган «приготовьтесь к полёту», но он был заменён из-за проблем с чувствительностью после атак, проведённых 11 сентября. Заметным аспектом компании Microsoft была телевизионная реклама США с участием песни Мадонны «Ray of Light»; представитель Microsoft заявил, что песня была выбрана за свой оптимистичный тон и то, как он дополняет общую тему.
24 августа 2001 года Windows XP build 2600 была выпущена в производство. Во время торжественного медиамероприятия в кампусе Microsoft Redmond копии сборки RTM были переданы представителям нескольких крупных производителей ПК в портфелях, которые затем улетели на украшенных вертолётах. В то время как производители персональных компьютеров смогут выпускать устройства под управлением Windows XP начиная с 24 сентября 2001 года, ожидается, что XP достигнет общей розничной доступности 25 октября 2001 года. В тот же день Microsoft также объявила окончательную розничную цену двух основных выпусков XP — «Home Edition» и «Professional».